# Pánkromatikus film
A pánkromatikus film a fekete-fehér fényképfilmek olyan típusa, amely a látható fény minden hullámhosszára érzékeny, így a pánkromatikus film a látvány valósághű képét tudja rögzíteni. Majdnem minden modern filmanyag pánkromatikus, de néhány ortokromatikus típus nem minden hullámhosszra érzékeny. 
A természetes formájú ezüst-halogenid emulziók sokkal érzékenyebbek a kék és az ultraibolya sugárzásra mint a zöld és a vörös hullámhosszra. Hermann W. Vogel német kémikus fedezte fel, hogy miképp lehet az érzékenységet a zöld, és később a narancs tartományban növelni úgy, hogy az érzékenységet növelő festékanyagokat adott az emulzióhoz. Ezt a technológiát azonban csak röviddel halála után, az 1900-as évek elején sikerült annyira továbbfejleszteni, hogy eredményképp a teljesen pánkromatikus film előálljon.
A digitális formájú pánkromatikus képeket napjainkban egyes modern műholdak alkalmazzák földfelszíni fényképezés során (mint amilyen a QuickBird és az IKONOS), mivel ezek a képek jelentősen nagyobb felbontást biztosítanak a multispektrális képalkotáshoz képest. Például a QuckBird műhold pánkromatikus képein egy pixelnek 60x60 centiméter felel meg, míg a multispektrális képeken ez az érték 2,4x2,4 méter.

## Lásd még
- Ortokromatikus film
- Multispektrális képalkotás
- Képalkotó spektrometria

## Fordítás
- Ez a szócikk részben vagy egészben  a   Panchromatic című angol Wikipédia-szócikk fordításán alapul.  Az eredeti cikk szerkesztőit annak laptörténete sorolja fel. Ez a jelzés csupán a megfogalmazás eredetét és a szerzői jogokat jelzi, nem szolgál a cikkben szereplő információk forrásmegjelöléseként.